# Per-Olav Wiken
Per-Olav Wiken (ur. 23 marca 1937 w Oslo, zm. 14 stycznia 2011 w Manilvie) – norweski żeglarz sportowy. Srebrny z medalista olimpijski z Meksyku.
Zawody w 1968 były jego jedynymi igrzyskami olimpijskimi. Zajął drugie miejsce w klasie Star, załogę tworzył również Peter Lunde.